# Aire urbaine de La Roche-sur-Yon
L’aire urbaine de La Roche-sur-Yon est une aire urbaine française constituée autour de la commune de La Roche-sur-Yon, dans le département de la Vendée, en région Pays-de-la-Loire.
Au 1er janvier 2011, ses 109 454 habitants du recensement de 2007 font d’elle la 75e aire urbaine française.

## Caractéristiques

### Délimitation
D’après la délimitation établie en 2010 par l’Institut national de la statistique et des études économiques, l’aire urbaine de La Roche-sur-Yon se compose de 22 communes (25 avant 2016), toutes situées dans le département de la Vendée, à cheval sur les arrondissements de La Roche-sur-Yon et des Sables-d’Olonne.
L’aire urbaine de La Roche-sur-Yon appartient à l’espace urbain de La Roche-sur-Yon-Les Sables-d’Olonne.

### Pôle urbain
Son pôle urbain est formé par l’unité urbaine de La Roche-sur-Yon, qui est considérée comme une « ville isolée », c’est-à-dire, une unité urbaine d’une seule commune.

### Communes urbaines
En outre, l’aire urbaine comprend 8 autres unités urbaines monocommunales (zonage de 2010), dites « communes urbaines monopolarisées » dans le contexte de l’aire urbaine : 
- Aubigny-les-Clouzeaux (issue de la fusion d’Aubigny et des Clouzeaux en 2016) ;
- Bellevigny (issue de la fusion de Belleville-sur-Vie et de Saligny en 2016) ;
- La Chaize-le-Vicomte ;
- Dompierre-sur-Yon ;
- La Ferrière ;
- Mouilleron-le-Captif ;
- Le Poiré-sur-Vie ;
- Venansault.

### Communes rurales
Les 13 autres communes (16 avant 2016) sont considérées comme des « communes rurales monopolarisées » :
- Beaufou ;
- La Boissière-des-Landes ;
- Château-Guibert ;
- Fougeré ;
- La Genétouze (La Génétouze avant 2017) ;
- Landeronde ;
- La Merlatière ;
- Nesmy ;
- Nieul-le-Dolent ;
- Rives-de-l’Yon (issue de la fusion de Chaillé-sous-les-Ormeaux et de Saint-Florent-des-Bois en 2016) ;
- Sainte-Flaive-des-Loups ;
- Le Tablier ;
- Thorigny.

## Importance dans le contexte départemental
L’aire urbaine de La Roche-sur-Yon représente au sein du département de la Vendée :
| Nombre de communes | Part du département | Superficie (km2) | Part du département | Population (hab.) | Part du département |
| ------------------ | ------------------- | ---------------- | ------------------- | ----------------- | ------------------- |
| 22                 | 8,18 %              | 789,33           | 11,75 %             | 116 660           | 17,80 %             |

## Composition
| Nom                     | Code Insee | Statut           | Superficie (km2) | Population (dernière pop. légale) | Densité (hab./km2) |
| ----------------------- | ---------- | ---------------- | ---------------- | --------------------------------- | ------------------ |
| La Roche-sur-Yon        | 85191      |                  | 87,52            | 54 699 (2022)                     | 625                |
| Aubigny-Les Clouzeaux   | 85008      | commune nouvelle | 52,28            | 7 129 (2022)                      | 136                |
| Beaufou                 | 85015      |                  | 29,06            | 1 654 (2022)                      | 57                 |
| Bellevigny              | 85019      | commune nouvelle | 38,52            | 6 239 (2022)                      | 162                |
| La Boissière-des-Landes | 85026      |                  | 23,74            | 1 465 (2022)                      | 62                 |
| La Chaize-le-Vicomte    | 85046      |                  | 49,51            | 3 883 (2022)                      | 78                 |
| Château-Guibert         | 85061      |                  | 35,16            | 1 550 (2022)                      | 44                 |
| Dompierre-sur-Yon       | 85081      |                  | 33,6             | 4 535 (2022)                      | 135                |
| La Ferrière             | 85089      |                  | 47,17            | 5 411 (2022)                      | 115                |
| Fougeré                 | 85093      |                  | 26,89            | 1 242 (2022)                      | 46                 |
| La Genétouze            | 85098      |                  | 13,12            | 1 963 (2022)                      | 150                |
| Landeronde              | 85118      |                  | 17,96            | 2 285 (2022)                      | 127                |
| La Merlatière           | 85142      |                  | 14,86            | 1 010 (2022)                      | 68                 |
| Mouilleron-le-Captif    | 85155      |                  | 19,73            | 5 209 (2022)                      | 264                |
| Nesmy                   | 85160      |                  | 24,52            | 3 056 (2022)                      | 125                |
| Nieul-le-Dolent         | 85161      |                  | 28,02            | 2 546 (2022)                      | 91                 |
| Le Poiré-sur-Vie        | 85178      |                  | 71,9             | 8 637 (2022)                      | 120                |
| Rives-de-l’Yon          | 85213      | commune nouvelle | 54,26            | 4 285 (2022)                      | 79                 |
| Sainte-Flaive-des-Loups | 85211      |                  | 36,28            | 2 547 (2022)                      | 70                 |
| Le Tablier              | 85285      |                  | 9,28             | 756 (2022)                        | 81                 |
| Thorigny                | 85291      |                  | 32,15            | 1 255 (2022)                      | 39                 |
| Venansault              | 85300      |                  | 44,49            | 4 743 (2022)                      | 107                |

Les zonages de 1999 et de 2010 ont gardé le même périmètre pour l’aire.

## Démographie
| 1999   | 2007    | 2012    | 2016    |
| ------ | ------- | ------- | ------- |
| 98 175 | 111 488 | 117 965 | 122 001 |